# The Legend of Xanadu
The Legend of Xanadu is de zevende single van Dave Dee, Dozy, Beaky, Mick & Tich. Het is afkomstig van hun eerste album verschenen onder de groepsnaam. .

## Hitnotering
In het Verenigd Koninkrijk stond het nummer op één en was het de grootste hit.

### NPO Radio 2 Top 2000
In de Top 2000 was het nummer tot 2011 genoteerd waarna geen enkele compositie van de groep meer stond vermeld.

| Nummer met noteringen in de NPO Radio 2 Top 2000 | '99  | '00 | '01  | '02  | '03  | '04  | '05  | '06  | '07  | '08  | '09  | '10  | '11  |
| ------------------------------------------------ | ---- | --- | ---- | ---- | ---- | ---- | ---- | ---- | ---- | ---- | ---- | ---- | ---- |
| The Legend of Xanadu                             | 1006 | 841 | 1070 | 1047 | 1742 | 1063 | 1261 | 1256 | 1544 | 1313 | 1333 | 1560 | 1596 |

1. ↑  Een vetgedrukt getal geeft de hoogste notering aan.
2. ↑  Deze tabel is bijgewerkt tot en met de laatste editie (2024).